# Psycho Dream
Psycho Dream (サイコドリーム Saiko Doriimu?) es un videojuego de acción desarrollado y publicado por Riot para la Super Famicom y lanzado en 11 de diciembre de 1992. Riot fue la división de Telenet Japan.

## Argumento
A principios de la década de 1980, comienzan a circular rumores sobre un nuevo medio de entretenimiento llamado "D Movie", que permite a las personas sumergirse en un mundo de realidad virtual. A medida que las D Movies ganan fuerza, surge una tendencia de jóvenes descontentos que se refugian permanentemente en el mundo virtual mientras abandonan sus cuerpos físicos para atrofiarse. Para recuperar estos llamados "Sinkers" de la Comisión Nacional de Seguridad Pública en Japón se establece la División Cuatro de Seguridad Pública (公安四課 Kōan Yonka?), apodado por Diamond Dog (ダイアモンドの犬 Daiamondo no Inu?), en 1984. Los agentes que ingresan al mundo virtual y realizan estos rescates se conocen como depuradores.
En 1992, una chica de diecisiete años llamada Yūki Sayaka (柚木沙耶香?) se hunde en Historia de la Capital en Ruinas (廃都物語 Haito Monogatari?), una de D Movie dirigida por David Visconti. Pasan tres días antes de que la descubran y, junto con su débil constitución, se espera que muera en veinticuatro horas. Dos depuradores, Shijima Ryō y Tobira Maria, son enviados a rescatarla antes de que eso suceda.

## Desarrollo y lanzamiento
Psycho Dream fue dirigido por Kenichi Nishi. Fue lanzado en Japón en Super Famicom el 11 de diciembre de 1992. La localización del América del Norte fue planeado por la subsidiara de Telnet Japan, Renovation Products, pero nunca fue lanzado. Habría sido su segundo lanzamiento después de Doomsday Warrior. En su catálogo SNES de 1994, Nintendo Power, enumerado por error Dream Probe fue 
puesto en libertad en septiembre de 1993.
Psycho Dream estará disponible a través de la Nintendo Switch Online en 17 de febrero de 2021.